# エヴリン・ボスコーエン (第6代ファルマス子爵)

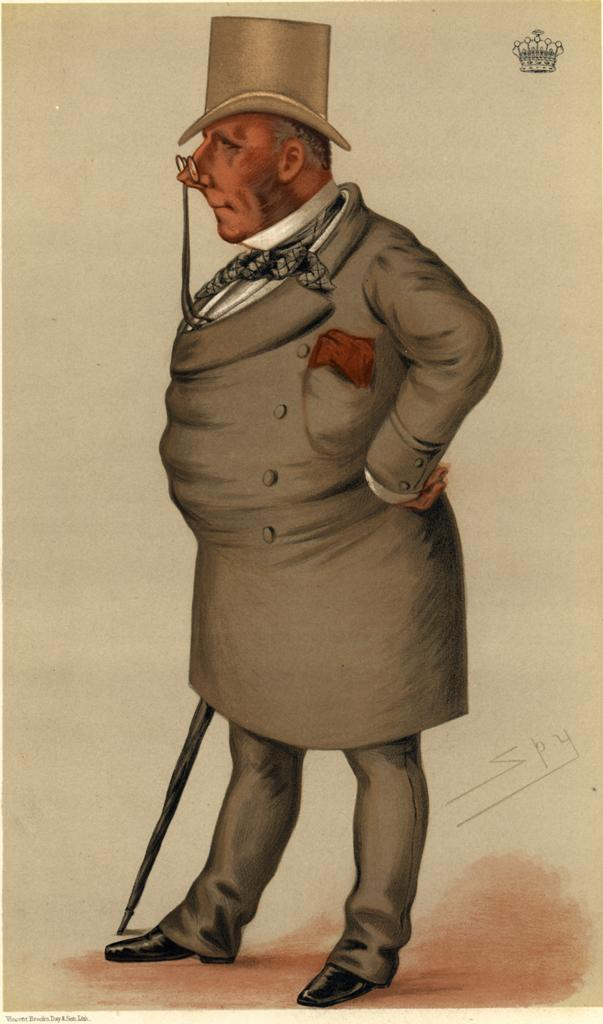
『バニティ・フェア』1877年9月1日号におけるカリカチュア、レスリー・ウォード画。

第6代ファルマス子爵エヴリン・ボスコーエン（Evelyn Boscawen, 6th Viscount Falmouth、1819年3月18日 – 1889年11月6日）は、イギリスの貴族、馬主。1870年と1877年のダービーステークス優勝馬キングクラフト、シルヴィオを所有した。

## 生涯
聖職者ジョン・エヴリン・ボスコーエン（John Evelyn Boscawen、第3代ファルマス子爵ジョージ・ボスコーエンの息子）と妻キャサリン・エリザベス（アーサー・アンズリーの娘）の息子として、1819年3月18日に生まれ、サリー州ウートンで洗礼を受けた。1832年から1839年ごろまでイートン・カレッジで教育を受けた後、1838年12月5日にオックスフォード大学クライスト・チャーチに入学した。1842年4月15日にミドル・テンプルに入学、1846年5月8日に弁護士資格免許を取得した。
1852年8月29日に伯父の息子にあたる第2代ファルマス伯爵ジョージ・ボスコーエンが死去すると、ファルマス子爵位を継承した。政治では自由保守主義を支持したとされ、貴族院の重要な採決においては自由党に同調することが多かった。
1856年から1885年にかけて競馬業界で有名であり、多くの競走馬を所有した馬主だった。1870年と1877年のダービーステークス優勝馬キングクラフト、シルヴィオを所有したが、ファルマス子爵自身は競馬で賭博したことがなかったという。ファルマス子爵は1885年7月に75,440ギニーで所有馬をすべて手放した。
1883年時点でコーンウォールに25,910エーカー、ケントに4,696エーカー（うち4,258エーカーは妻が所有）の領地を有し、合計で年収6,951ポンドに相当した。コーンウォールとケントの治安判事を務め、1853年6月4日にコーンウォールの副統監に任命された。
1889年11月6日にメリワース城で死去、ケント州メリワースで埋葬された。長男エヴリン・エドワード・トマスが爵位を継承した。

## 家族
1845年7月29日、第13代ル・ディスペンサー女男爵メアリー・フランシス・エリザベス・ステイプルトン（1822年3月24日 – 1891年11月20日）と結婚、3男3女をもうけた。
- メアリー・エリザベス・フランシス・キャサリン（1846年5月1日[5] – 1916年1月21日） - 1894年6月26日、聖職者アーサー・マレー・デイル（Arthur Murray Dale）と結婚[6]
- エヴリン・エドワード・トマス（1847年7月24日 – 1918年10月1日） - 第7代ファルマス子爵、第14代ル・ディスペンサー男爵[1]
- ヒュー・ル・ディスペンサー（1849年2月28日 – 1908年4月8日） - 1872年5月23日、メアリー・フィッツウィリアム（英語版）（1921年7月1日没、第6代フィッツウィリアム伯爵ウィリアム・ウェントワース＝フィッツウィリアム（英語版）の娘）と結婚、子供なし[6]
- イーディス・マリア（1851年1月15日[5] – 1906年9月24日） - 生涯未婚[6]
- メイベル・エマ（1855年5月1日[5] – 1927年10月26日） - 1882年4月18日、チャールズ・ヘンリー・ベネット・ウィリアムズ（Chrales Henry Bennett Williams、第3代準男爵サー・ヒュー・ウィリアムズの五男）と結婚、子供あり[6]
- ジョン・リチャード・ド・クレア（1860年12月19日 – 1915年12月12日） - 1890年6月11日、マーガレット・フローレンス・ルーシー・ビング（Margaret Florence Lucy Byng、1945年3月6日没、第2代ストラフォード伯爵ジョージ・ビング（英語版）の娘）と結婚、子供あり[7]

## 馬主として
1845年に結婚した彼はケントにあるメリワース城に出入りできるようになり、大規模かつ成功したサラブレッドの生産者としてイギリスのクラシックレースで多くの勝利を挙げた。彼は競馬を始めた当初はヴァレンタイン氏（Mr Valentine）という偽名を使い、マルトンのジョン・スコット調教師に所有馬を預けていたが、1871年にジョン・スコットが死亡したため、代わってニューマーケットのマシュー・ドーソン調教師に所有馬を預けるようになった。ドーソンのもとで見習い騎手をしていたフレッド・アーチャーは、1874年の2000ギニーステークスで勝利した後にファルマス子爵の専属騎手になった。アーチャーは国立競馬博物館から「ターフ上でこれまでに類を見ない最も優れた万能騎手」と評され、21のクラシックレースを含む2,748勝を挙げたが、クラシックレースでの勝利のうち半分以上がファルマス子爵の所有馬によるものである。
ファルマス子爵は1877年、1878年、1880年のリーディングオーナーランキングで1位となり、1879年には2位となった。1880年の総獲得賞金は16,061ポンドで、そのうち10,000ポンドはBal Galの8勝によって得たものである。彼の英クラシックでの活躍は、第5代ローズベリー伯爵アーチボルド・プリムローズが彼の活躍を祝う特別な書状を送ったほどである。その後1884年1月に競馬から引退し、マシュー・ドーソン調教師とフレッド・アーチャー騎手は彼に銀の盾を贈った。彼の所有馬は1884年4月28日にニューマーケットにあるマシュー・ドーソン調教師の放牧場で競売にかけられ、売却総額は36,420ギニー、1頭あたりの平均は1,5171⁄2ギニーとなった。うちHarvesterは8,600ギニーでジョン・クリストファー・ウィロビーが購入し、Busybodyは8,800ギニーで売れた。ファルマス子爵の生産牧場も1886年6月30日に売却された。ファルマスステークスはファルマス子爵に敬意を表して1911年に設立されたものであり、その第1回の勝ち馬であるAliceはファルマス子爵の長男である第7代ファルマス子爵エヴリン・ボスコーエンが所有した。

### クラシックでの勝利
イギリス
- ダービーステークス – 1870年：Kingcraft、1877年：Silvio
- 1000ギニーステークス – 1862年：Hurricane、1873年：Cecilia、1875年：Spinaway、1879年：Wheel of Fortune
- 2000ギニーステークス – 1874年：Atlantic、1879年：Charibert、1883年： Galliard
- オークスステークス – 1863年：Queen Bertha、1875年：Spinaway、1878年：Jannette、1880年：Wheel of Fortune
- セントレジャーステークス – 1877年：Silvio、1878年：Jannette、1882年：Dutch Oven